# Marianne Mooreová
Marianne Craig Mooreová (15. listopadu 1887 – 5. února 1972) byla americká modernistická básnířka, kritička, překladatelka a redaktorka. Její poezie se vyznačuje formální inovativností, přesnou dikcí, ironií a vtipem.

## Život
Mooreová se narodila v Kirkwoodu ve státě Missouri na presbyteriánské faře, kde její dědeček z matčiny strany, John Riddle Warner, sloužil jako pastor. Jejím otcem byl konstruktér a vynálezce John Milton Moore, rodiče se však ještě před jejím narozením odloučili a Mooreová otce nikdy nepoznala. Ji i jejího staršího bratra vychovala matka, Mary Warner Mooreová. Vztahy v rodině dobře dokumentují četné dochované dopisy, které si členové rodiny během života psali a v nichž se často oslovovali žertovnými přezdívkami a užívali neformální jazyk.
Stejně jako matka a bratr, i Mooreová byla silně ovlivněna svým dědečkem a byla přesvědčenou presbyteriánkou. Svou křesťanskou víru chápala jako závazek, aby byl člověk silný a svou sílu prokazoval tváří v tvář zkouškám a pokušení; v jejích básních se téma pevnosti ve střetu s osudem často objevuje.
V roce 1909 získala diplom z historie, ekonomie a politologie. V prvním roce studia byla její spolužačkou básnířka Hilda Doolittle Na studiích začala Mooreová psát povídky a básně pro kolejní literární časopis Tipyn O'Bob a rozhodla se pro dráhu spisovatelky.

## Dílo a jeho přijetí
První oficiálně publikované básně vyšly Mooreové v časopisech The Egoist a Poetry.
V roce 1916 se Mooreová přestěhovala s matkou do Chathamu v New Jersey, odkud mohla dojíždět do New Yorku, a r. 1918 se obě přestěhovaly do newyorské umělecké čtvrti Greenwich Village. V New Yorku navázala básnířka kontakty s řadou avantgardních umělců, zejména z okruhu kolem časopisu Others. Její novátorské básně z tohoto období vysoce ocenili Ezra Pound, William Carlos Williams, Hilda Doolittle, T. S. Eliot a později i Wallace Stevens.
První básnickou sbírku Mooreové Poems vydali v roce 1921 bez autorčina souhlasu imagistická básnířka Hilda Doolittle a britská spisovatelka Bryher. Imagistické vlivy se projevovaly i v její pozdější tvorbě.
Autorka vydávala další sbírky a pracovala jako knihovnice a později redaktorka literárního a kulturního časopisu Dial. Stala se uznávaným arbitrem modernistického umění, později také podporovala nadějné mladé básníky, jako byli Elizabeth Bishopová, Allen Ginsberg, John Ashbery či James Merrill. Získala několik literárních cen, např. cenu časopisu Poetry (Helen Haire Levinson Prize), National Book Award, Pulitzerovu cenu a Cenu Bollingenu. Po letech v ústraní, kdy se mimo jiné starala o nemocnou matku, se vrátila do veřejného života. Přednášela na univerzitách, objevovala se v časopisech Life a Look, r. 1962 byla zvolena členkou American Academy of Arts and Sciences.

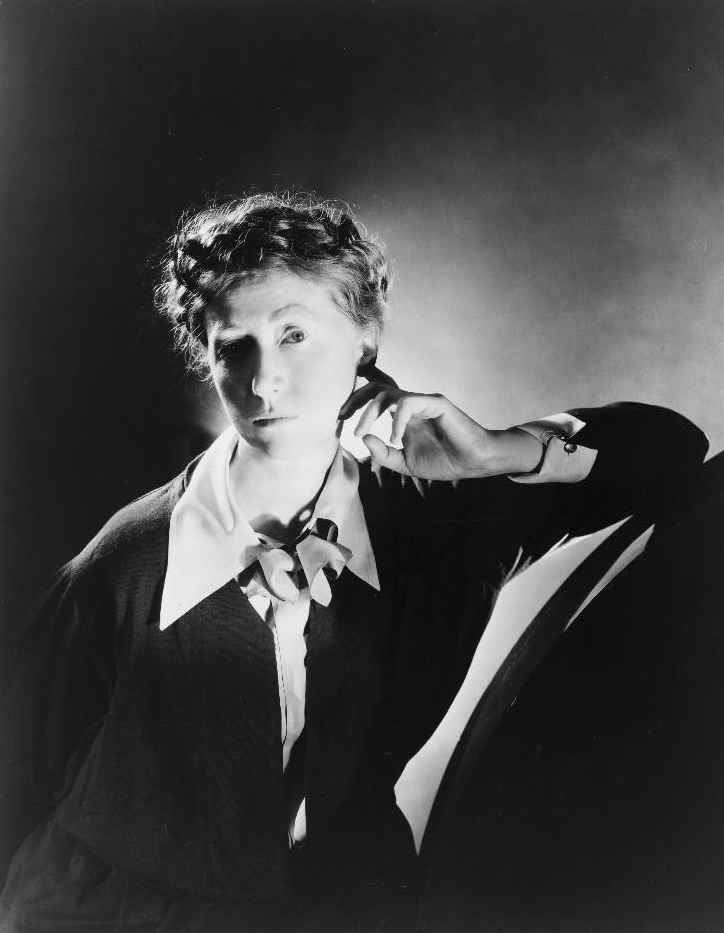
Fotografie z roku 1935 (autor George Platt Lynes)

Mooreová projevovala zájem o sport, fandila boxeru Muhammadu Alimu či baseballovým klubům Brooklyn Dodgers a poté New York Yankees. Dostala řadu čestných doktorátů a ocenění. Když roku 1972 zemřela, New York Times otiskly celostránkový nekrolog. 
Od roku 1918 si Mooreová dopisovala s Ezrou Poundem a během jeho izolace v psychiatrické léčebně ho pravidelně navštěvovala. Od počátku však nesouhlasila s jeho antisemitismem a byla odpůrkyní fašismu a Benita Mussoliniho. Politicky byla republikánka. Byla celoživotní přítelkyní amerického básníka Wallace Stevense. V letech 1943–1961 si také dopisovala se samotářským výtvarníkem Josephem Cornellem, jehož metoda asambláže jí byla blízká.

## České překlady
Českých překladů poezie Mooreové je k dispozici minimum. V časopise Host roč. 1925–1926 vyšla báseň „Hrob“ (A Grave) v překladu O. F. Bablera (č. 8, s. 243), v r. 1974 pak báseň „Ta harfa, na kterou tak krásně hraješ“ (That Harp You Play So Well) v překladu Antonína Bartuška (Světová literatura roč. 19, 1974, č. 3, s. 130).

## Vybraná díla
- Seznam děl v Souborném katalogu ČR, jejichž autorem nebo tématem je Marianne Mooreová
- Poems, 1921 (v Londýně vydali Hilda Doolittle a Bryher; Mooreová nesouhlasila s načasováním, výběrem ani úpravou sbírky. Více viz The Selected Letters of Marianne Moore, ed. Bonnie Costello et al. (New York: Knopf, 1997), s. 164.
- Observations, 1924
- Selected Poems, 1935 (s úvodem T. S. Eliota)
- The Pangolin and Other Verse, 1936
- What Are Years, 1941
- Nevertheless, 1944
- A Face, 1949
- Collected Poems, 1951
- Fables of La Fontaine, 1954 (veršovaný překlad La Fontainových bajek)
- Predilections: Literary Essays, 1955
- Like a Bulwark, 1956
- Idiosyncrasy and Technique, 1958
- O to Be a Dragon, 1959
- The Marianne Moore Reader, 1961
- Eight Poems, 1962, with illustrations by Robert Andrew Parker
- The Absentee: A Comedy in Four Acts, 1962 (dramatizace románu Marii Edgeworthové)
- Puss in Boots, The Sleeping Beauty and Cinderella, 1963 (adaptace Perraultových pohádek)
- Dress and Kindred Subjects, 1965
- Poetry and Criticism, 1965
- Tell Me, Tell Me: Granite, Steel and Other Topics, 1966
- The Complete Poems of Marianne Moore, 1967
- The Accented Syllable, 1969
- Selected Poems , 1969 (vybrala Marianne Moore, vydal Faber & Faber, London )
- Homage to Henry James, 1971 (eseje Mooreové, Edmunda Wilsona a dalších autorů)
- The Complete Poems, 1982
- The Complete Prose, 1986, edited by Patricia C. Willis
- Complete Poems, 1994
- The Selected Letters of Marianne Moore, edited by Bonnie Costello, Celeste Goodridge, and Cristanne Miller, 1997
- Becoming Marianne Moore: The Early Poems, 1907–1924, ed. Robin G. Schulze, 2002. ISBN 978-0-520-22139-0.
- Poems of Marianne Moore, ed. Grace Schulman, 2003